# Lijst van voetbalinterlands Azerbeidzjan - Zweden
Deze lijst van voetbalinterlands is een overzicht van alle officiële voetbalwedstrijden tussen de nationale teams van Azerbeidzjan en Zweden. De landen speelden tot op heden vijf keer tegen elkaar. De eerste ontmoeting, een kwalificatiewedstrijd voor het Wereldkampioenschap voetbal 2002, werd gespeeld in Bakoe op 2 september 2000. Het laatste duel, een groepswedstrijd tijdens de UEFA Nations League 2024/25, vond plaats op 19 november 2024 in Solna.

## Wedstrijden
| № | Plaats | Datum            | Competitie                  | Wedstrijd             | Uitslag |
| - | ------ | ---------------- | --------------------------- | --------------------- | ------- |
| 1 | Bakoe  | 2 september 2000 | WK 2002 kwalificatie        | Azerbeidzjan – Zweden | 0 – 1   |
| 2 | Solna  | 7 oktober 2001   | WK 2002 kwalificatie        | Zweden – Azerbeidzjan | 3 – 0   |
| 3 | Solna  | 27 maart 2023    | EK 2024 kwalificatie        | Zweden – Azerbeidzjan | 5 – 0   |
| 4 | Bakoe  | 16 november 2023 | EK 2024 kwalificatie        | Azerbeidzjan − Zweden | 3 − 0   |
| 5 | Bakoe  | 5 september 2024 | UEFA Nations League 2024/25 | Azerbeidzjan − Zweden | 1 − 3   |
| 6 | Solna  | 19 november 2024 | UEFA Nations League 2024/25 | Zweden − Azerbeidzjan | 6 − 0   |

## Samenvatting
| Competitie          | Totaal gespeeld | Winst Azerbeidzjan | Gelijk | Winst Zweden | Doelsaldo Azerbeidzjan – Zweden |
| ------------------- | --------------- | ------------------ | ------ | ------------ | ------------------------------- |
| WK-kwalificatie     | 2               | 0                  | 0      | 2            | 0 − 4                           |
| EK-kwalificatie     | 2               | 1                  | 0      | 1            | 3 − 5                           |
| UEFA Nations League | 2               | 0                  | 0      | 2            | 1 − 9                           |
| Totaal              | 6               | 1                  | 0      | 5            | 4 − 18                          |

Wedstrijden bepaald door strafschoppen worden, in lijn met de FIFA, als een gelijkspel gerekend.